# 初音島放送局S.S.
初音島放送局S.S.（はつねじまほうそうきょく セカンドシーズン）は、テレビアニメ『D.C.S.S. 〜ダ・カーポ セカンドシーズン〜』の関連番組としてランティスウェブラジオとアニメイトTVにて配信されていたインターネットラジオ番組。

## 概要
- 放送期間：2005年7月8日〜2006年6月2日
- 配信サイト：ランティスウェブラジオ、アニメイトTV
- 配信日：毎週金曜日

## パーソナリティー
- （第0回）
  - yozuca*（OP曲担当）
  - rino（ED曲担当）

- （第1回〜第13回）
  - 宮崎羽衣（アイシア 役）
  - 堀江由衣（白河ことり 役）

- （第14回〜第29回）
  - 宮崎羽衣（アイシア 役）
  - 野川さくら（朝倉音夢 役）

- （第30回〜）
  - 宮崎羽衣（アイシア 役）

## サブタイトル
- 第0回 「よずりの予告編」（2005年7月8日配信）
- 第1回 「やばい、楽しい! どうしよう??」（2005年7月15日配信）
- 第2回 「iPod<iPod Shuffle」（2005年7月22日配信）
- 第3回 「じゃんけんで決めようか?（笑）」（2005年7月29日配信）
- 第4回 「アフロをピンクに染めてみようと思います…」（2005年8月5日配信）
- 第5回 「ケーキを持って“先端”に行ってローソクを消すんです」（2005年8月12日配信）
- 第6回 「給食は、野菜スープみたいなものが3日に1回は出た気がする…」（2005年8月19日配信）
- 第7回 「チャレンジしたいのが蛇目です」（2005年8月26日配信）
- 第8回 「よい子は真似しちゃだめですよ」（2005年9月2日配信）
- 第9回 「あ、でも話 合わないか（笑）」（2005年9月9日配信）
- 第10回 「なんかバイ○ハザードって感じじゃないですか?」（2005年9月16日配信）
- 第11回 「おなか痛い感じで･･･お帰りなさいませ、旦那様!」（2005年9月23日配信）
- 第12回 「まだ、見れるとこまで自分が達してないってゆーか…（汗）」（2005年9月30日配信）
- 第13回 「そんなに悲しくはないかな?（笑）」（2005年10月7日配信）
- 第14回 「初めての2人きり☆」（2005年10月14日配信）
- 第15回 「わたし、結構イケますよ?」（2005年10月21日配信）
- 第16回 「優しく包まれてお亡くなりになる」（2005年10月28日配信）
- 第17回 「悲喜交々（ひきこもごも）」（2005年11月4日配信）
- 第18回 「そんなに珍しいですか?!」（2005年11月11日配信）
- 第19回 「始まりの音を教えてください（汗）」（2005年11月18日配信）
- 第20回 「知ってる! 液体のジュースでしょ?」（2005年11月25日配信）
- 第21回 「それは、hideモデルでしょ!」（2005年12月2日配信）
- 第22回 「ちゃんこ屋さんからお送りいたします☆」（2005年12月9日配信）
- 第23回 「おしえて、伊月先生」（2005年12月16日配信）
- 第24回 「もう、スタジオには戻れない!?」（2005年12月23日配信）
- 第25回 「ジャカジャカジャ〜ン♪」（2005年12月30日配信）
- 第26回 「ギリギリ、スタッフさんレベル」（2006年1月6日配信）
- 第27回 「年あけて、また更に○くなったよね?（笑）」（2006年1月13日配信）
- 第28回 「キモッ!　何コレ…?」（2006年1月20日配信）
- 第29回 「修行の旅がはじまるのです」（2006年1月27日配信）
- 第30回 「○税の義務?」（2006年2月3日配信）
- 第31回 「私からの電波、受け止めてください!」（2006年2月10日配信）
- 第32回 「棍棒（こんぼう）?」（2006年2月17日放送）
- 第33回 「馬鹿じゃないよ! 無知なんです!!」（2006年2月24日放送）
- 第34回 「ひないろ 一色で進めていきたいと思います!」（2006年3月3日放送）
- 第35回 「やれば出来る!」（2006年3月10日放送）
- 第36回 「宮崎にもモアイ像があるんだね!」（2006年3月17日放送）
- 第37回 「お花見便利アイテム」（2006年3月24日放送）
- 第38回 「み〜んな挟まれてるから!」（2006年3月31日放送）
- 第39回 「今回はメール特集!」（2006年4月7日放送）
- 第40回 「嬉しくて選んでしまいました（笑）」（2006年4月14日放送）
- 第41回 「ファイヤーソウル」 （2006年04月21日放送)
- 第42回 「みんな、生きろ!」(2006年04月28日放送)
- 第43回 「なにをやってみたいの私?」(2006年5月05日放送)
- 第44回 「イベントで成果を発揮できたらいいな」(2006年5月12日)
- 第45回 「またまた ご冗談を」(2006年5月19日)
- 第46回 「今、来たばっかりなのに」(2006年5月26日)
- 第47回　｢私も卒業するんですね」(2006年6月2日)

## ゲスト
- 第8回、第9回：神田朱未（天枷美春 役）
- 第22回〜第24回：伊月ゆい（水越萌 役）

## コーナー
（第1回〜第13回）
- ふたりはぴったんこ!
- どっちにするの?
- 初音島ちゃれんじ!

（第14回〜第29回）
- 初音島島民ニュース
- 風見学園チャレンジ部
- 10秒ホスピタル

（第30回〜）
- クイズ・ウイレージ!
- 羽衣画伯のお絵描きクイズ!めざせルーブル!
- マジカルテレパシー!
- 魔法のことば辞典 ウィクショナリー!
- 瀬戸内海ふたりぼっち!
- ういのまたまたご冗談を

## 関連商品
| 巻数 | タイトル               | 発売日        | 規格品番  | 出演                                     |
| ---- | ---------------------- | ------------- | --------- | ---------------------------------------- |
| 1    | 初音島放送局S.S. Vol.1 | 2005年10月5日 | LACA-5436 | 堀江由衣、宮崎羽衣、神田朱未             |
| 2    | 初音島放送局S.S. Vol.2 | 2006年2月22日 | LACA-5484 | 宮崎羽衣、野川さくら、伊月ゆい、松岡由貴 |
| 3    | 初音島放送局S.S. Vol.3 | 2006年5月24日 | LACA-5516 | 宮崎羽衣、野川さくら、伊月ゆい、神田朱未 |